# 梅氏鮋
梅氏鮋，為輻鰭魚綱鮋形目鮋亞目鮋科的其中一種，為熱帶海水魚，分布於東南大西洋聖赫勒拿島海域，棲息深度10-110公尺，體長可達28.5公分，棲息在沿岸海草生長岩石底層水域，生活習性不明。